# Wizard Entertainment
Wizard Entertainment Inc., connu précédemment sous les noms de  GoEnergy et  Wizard World est une société qui organise des conventions en Amérique du Nord.

## Historique
Gareb Shamus fonde le magazine  Wizard en janvier 1991 une fois diplômé de l'université. La société était à l'origine basée à  Congers. 
En 1997 Wizard achète la convention de Chicago le Chicago Comicon  in 1997 .
En décembre 2007, Darren Sanchez est nommé vice-président de la production de Wizard Entertainment.
Le 7 décembre 2010, Wizard, rebaptisé en GoEnergy, achète Kick the Can Corp.
Shamus est remplacé en 2012 par John Macaluso.
En 2015, la société perd  4.25 millions et doit réduire le nombre de convention de 25 à 19 en 2016.  Moins d'une semaine après l'annonce de ces pertes John Macaluso démissionne et est remplacé par John Maatta.

## Maison d'édition
Wizard est d'abord un magazine de cotation de comics. Il évolue ensuite et se diversifie en s'intéressant à la pop-culture. Wizard est un succès et est tiré à plus de 100,000 exemplaires par mois.
D'autres magazines sont alors lancés comme  ToyFare: The Toy Magazine, pour les jouets et les figurines; Inquest Gamer, pour les cartes de jeux à collectionner; Anime Insider pour les animé et les mangas  et Toy Wishes..
Anime Insider est arrêté en 2009. Le 24 janvier 2011, Wizard cesse d'être publié et devient un magazine en lignenommé  Wizard World lancé en février 2011. Toyfare est quant à lui arrêté..

### Black Bull Entertainment
En 2000, Gareb Shamus lance une maison d'édition appelée Black Bull Entertainment. Plusieurs scénaristes et dessinateurs connus participent à cette aventure comme  Mark Waid, Chris Eliopoulos, Nelson DeCastro et Garth Ennis. Le premier titre publié par Black Bull est la minisérie Gatecrasher. Mais l'expérience est de courte durée. Les titres publiés par Black Bull sont :
- Just a Pilgrim
- The New West
- Shadowreavers
- Gatecrasher

## Conventions

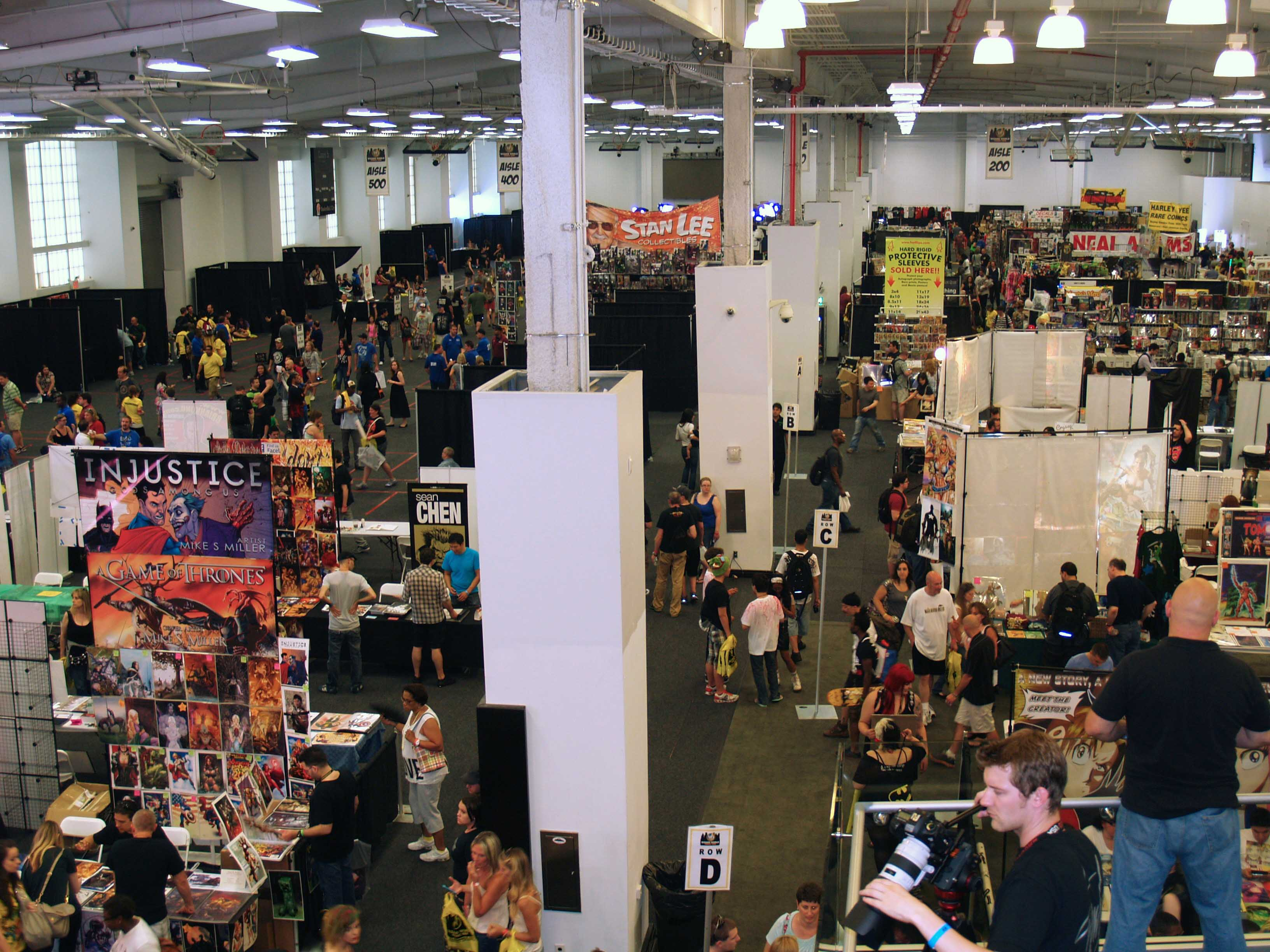
The floor of the 2013 Wizard World New York Experience at Pier 36 in Manhattan

Quelques années après avoir acheté la Chicago Comicon en 1996, la convention renommée "Wizard World Chicago" attire plus de  58 000 personnes.
En Mai 2002, Wizard crée la  "Wizard World East" au  Pennsylvania Convention Center. En 2003, la compagnie lance la "Wizard World Texas", en 2004 la "Wizard World Los Angeles"  et la "Wizard World Boston" en 2005.
En 2009, Wizard annule la convention du Texas event et reporte celle de Los Angeles.
En 2009, Wizard World achète la Big Apple Comic Con de New-York mais l'abandonne en 2013 face à la concurrence de la New York Comic Con. La Big Apple con est retourné dans  les mains de son fondateur Michael Carbonaro.
Toujours en 2009, Wizard World achète la Paradise Comics Toronto Comicon,.